# 中国南水北调集团
中国南水北调集团有限公司（简称“中国南水北调”），是中华人民共和国为加强管理南水北调工程专门成立国有独资企业，属于中央企业。于2020年10月23日在北京成立，公司注册资本为1500亿元人民币，成立时由水利部代表国务院履行出资人职责。2023年1月11日，移交至国务院国有资产监督管理委员会监管。

## 领导层
党组书记、董事长：汪安南
董事、总经理、党组副书记：孙志禹